# عبد الله القادري
عبد الله القادري (من مواليد 1937 في مدينة برشيد بالمغرب) هو سياسي مغربي كان عقيداً سابقاً في القوات المسلحة الملكية المغربية وأميناً عاماً للحزب الوطني الديمقراطي الذي أنشأه سنة 1982 قبل اندماجه سنة 2009 مع 4 أحزاب سياسية لينبثق عنها تأسيس حزب الأصالة والمعاصرة.

## محاولة انقلاب الصخيرات
إثر محاولة انقلاب الصخيرات ورغم أن عبد الله القادري لم يكن من قادة الانقلاب إلا أنه سجن 5 أشهر ناجيا بأعجوبة من عقوبة الإعدام.

في عام 2009 وخلال مقابلة مع مجلة «تيل كيل» المغربية تحدث عن تلك الحقبة قائلا: 
| عبد الله القادري | "في 10 يوليو / تموز 1971، دعاني المقدم أمحمد أعبابو مع مجموعة من الضباط، لتناول الغداء معه في منطقة سيدي بوقنادل، مكان تجمع طلاب المدرسة والثكنة العسكرية أهرمومو. هناك أبلغنا بنيته مهاجمة قصر الصخيرات الملكي. اعتقدت في البداية، أنها مزحة أو فخ وضعه رؤسائي لاختبار ولائي. لكني سرعان ما أدركت أن المسألة جد. وكما يعلم الجميع، رفضت بالطبع مشاركة أعبابو. لأن انضمامي إلى الجيش، كان لخدمة النظام الملكي وليس الإطاحة به" | عبد الله القادري |

.